# Автомобильный гараж фирмы К. Л. Крюммеля (Ковенский переулок)
Автомобильный гараж фирмы К. Л. Крюммеля — памятник архитектуры. Расположен в Санкт-Петербурге, современный адрес дома — Ковенский переулок, 5б.
Здание было построено в 1909 году по проекту Я. З. Блувштейна, с участием М. И. Польницкого и по заказу владельца экипажной и автомобильной фабрики К. Л. Крюммеля. Это была первая многоярусная стоянка в городе. В 1910 году к зданию пристроили корпус с помещениями для персонала.
Внешний вид здания утилитарен. Стены гладкие и плоские, окна крупные, прямоугольные, крыша плоская.
Строительство осуществила фирма «Бодо Эгесторф и Ко». У гаража было сделано четыре этажа, стены монолитного железобетонного каркаса с несущими рамами были заполнены бетонными пустотелыми камнями. Железобетон давал пожарную безопасность и возможность организации компактной вместительной постройки с грузовыми лифтами. Непосредственно гараж был обустроен на двух первых этажах, на третьем этаже располагались малярная и обивочная мастерские, а на четвёртом находился автомагазин.
В сентябре 2009 года на крыше здания начали работу демонтажники. Согласно первым официальным ответам на запросы о происходящем, считалось, что они сносят не само здание гаража, а неохраняемое здание, но опровержение этому было найдено уже спустя 4 дня после начала работ. В октябре было подтверждено, что было снесено не постороннее здание, а корпус 1910 года. При реконструкции 2011–2013 годов была заменена кровля, столярное заполнение оконных и дверных проемов, и штукатурное покрытие фасадов.